# 1839 en architecture
| Années de l'architecture : 1836 - 1837 - 1838 - 1839 - 1840 - 1841 - 1842    |
| Décennies de l'architecture : 1800 - 1810 - 1820 - 1830 - 1840 - 1850 - 1860 |

Cet article présente les faits marquants de l'année 1839 en architecture.

## Réalisations
- Début de la construction de la cathédrale Saint-Chad de Birmingham, en Angleterre.
- Début de la construction de l’église du Sauveur à Moscou par Thon (fin en 1883).

## Événements
- x

## Récompenses
- Royal Gold Medal : x.
- Prix de Rome : Hector Lefuel premier grand prix, Paul Abadie second grand prix.

## Naissances
- 12 novembre : Frank Furness († 27 juin 1912).

## Décès
- 28 juin : Jean-Marie Pollet, architecte français, actif à Lyon († 30 mai 1795).
- 31 août : William Wilkins (° 31 août 1778).